# István Dobó
Le baron István Dobó de Ruszka (en hongrois : báró Ruszkai Dobó István), né vers 1520 et mort à Szerednye en Transcarpatie en 1572, est un général hongrois, prince de Transylvanie de 1553 à 1556, connu comme le défenseur d'Eger contre les Ottomans en 1552.

## Histoire
Dans la lutte de succession dynastique qui oppose Ferdinand Ier à Jean Szapolyai et qui suit la bataille de Mohács (1526), dans laquelle périt le roi de Hongrie Louis II, Dobó se positionne en faveur de la maison de Habsbourg.
Dobó est nommé commandant de la forteresse d’Eger en 1549. Il devient célèbre en la défendant victorieusement d'un siège ottoman en 1552 durant lequel 2 100 de ses hommes résistent à l'assaut de 80 000 soldats ottomans.
Cet épisode glorieux est célébré dans « Les Étoiles d'Eger » du romancier Géza Gárdonyi.
Il est récompensé par le roi Ferdinand qui lui fait don des forteresses de Déva et de Szamosújvár, (Gherla en roumain) en Transylvanie. Il est nommé voïvode (« vice-roi ») de Transylvanie en 1553. Lorsque la Transylvanie est séparée de la Hongrie en 1556, Dobó reçoit en compensation la forteresse de Léva.
Accusé de trahison, István Dobó est emprisonné plusieurs années au château de Pozsony (Bratislava). Ses années de captivité dégradent fortement sa santé. Il meurt en 1572, peu de temps après sa remise en liberté.

## Galerie photographique

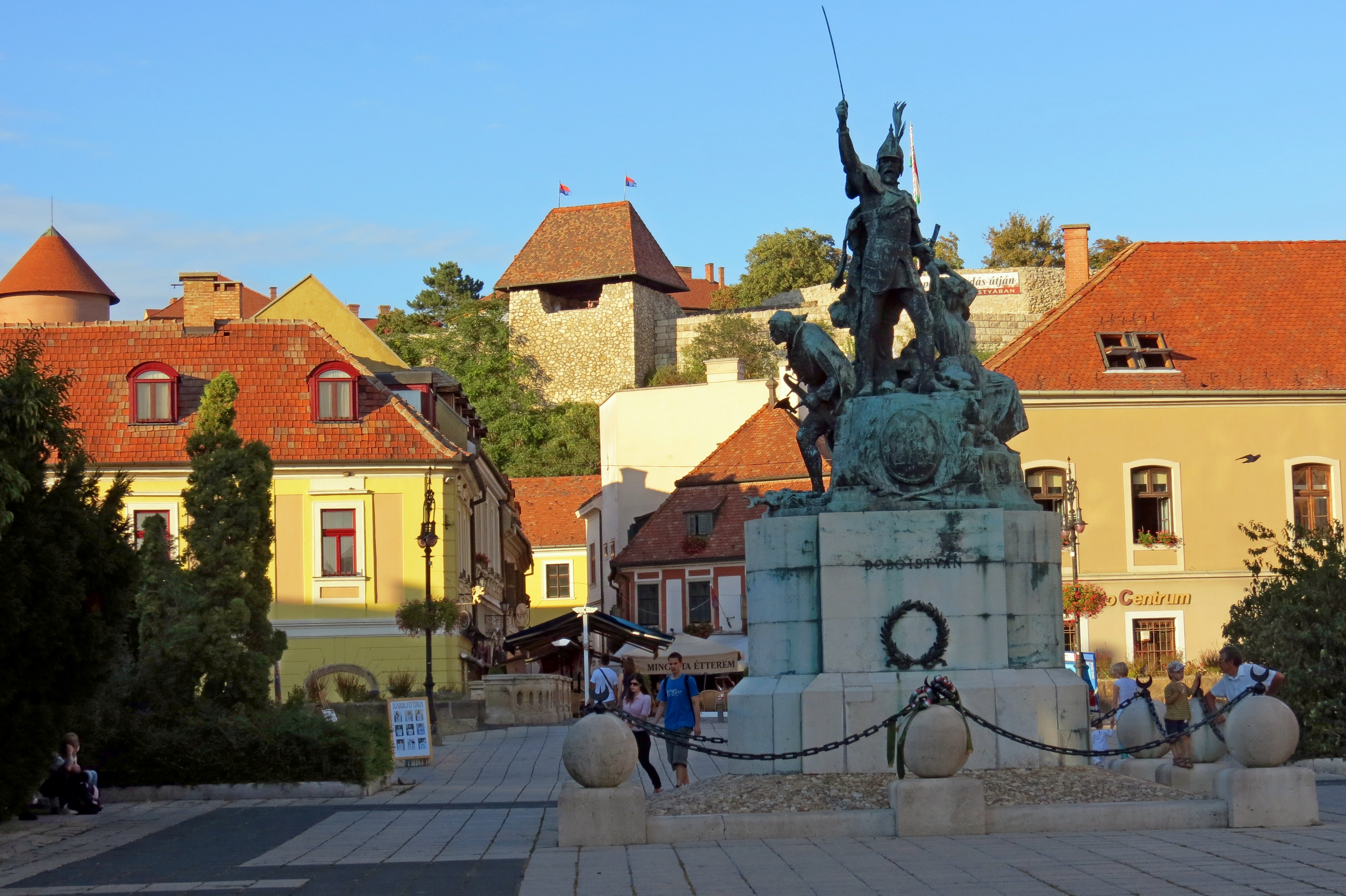
Groupe statuaire dédié à István Dobó, par Alajos Stróbl, 1907, Eger
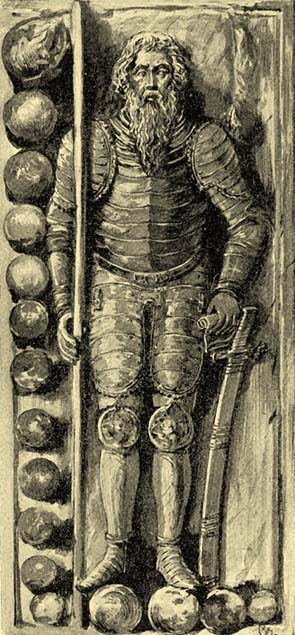
Gisant d’István Dobó (gravure du XIXe siècle)
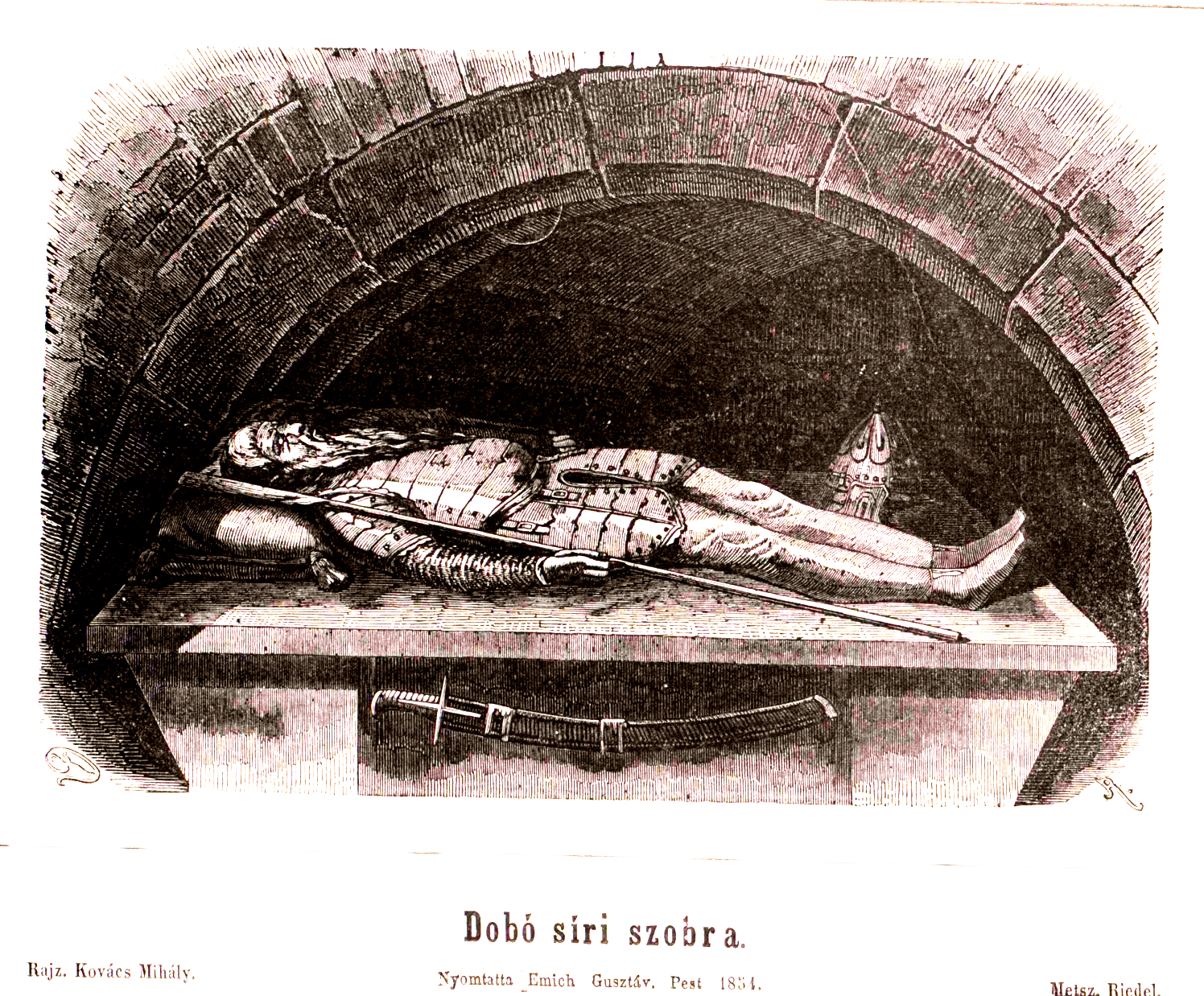
Idem
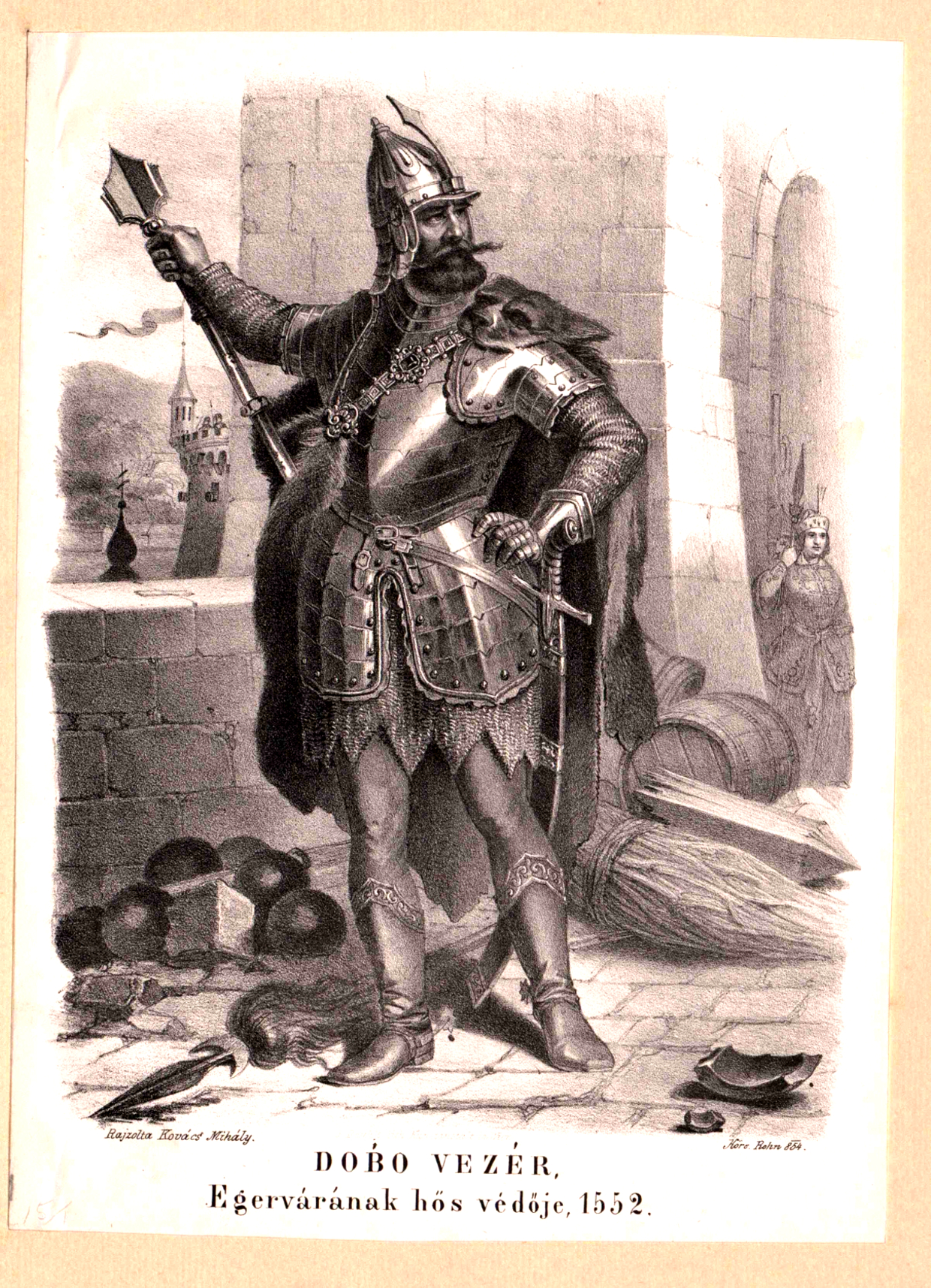
István Dobó en capitaine d'Eger (gravure du XIXe siècle)
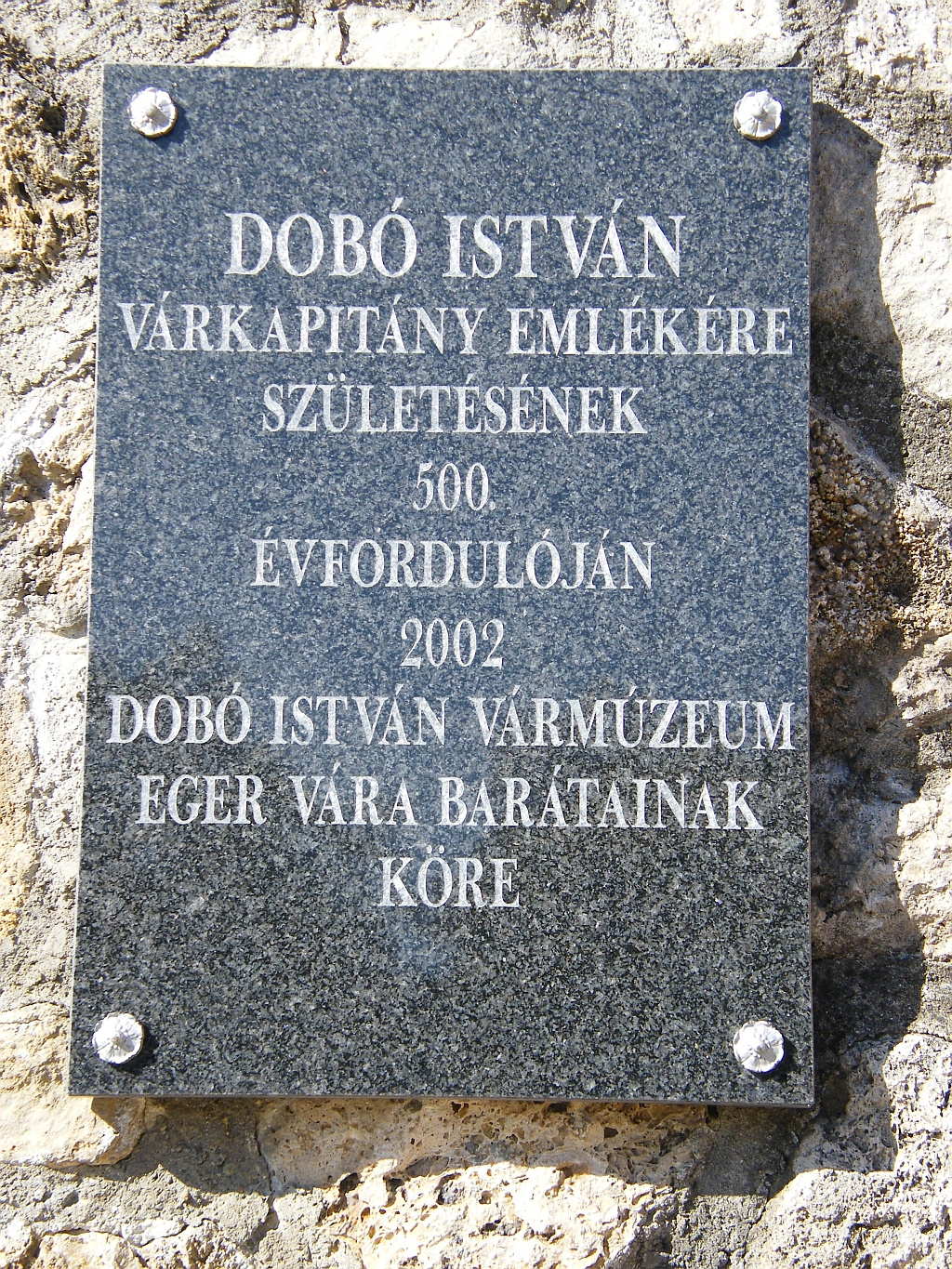
Plaque commémorative, Eger, 2002

blason du baron István Dobó de Ruszka 

## Sources
- Gergely Csiffáry : Ruszkai Dobó István életrajza, Bányászattörténeti Kutatások Alapítvány, Rudabánya, 2014
- Encyclopædia Britannica : Istvan Dobo (Hungarian landowner)